# BglII
BglII är ett restriktionsenzym som finns i Bacillus globigii. Dess funktion är att klyva DNA-strängar vid sekvensen AGATCT. Den klyver inte rakt av utan skapar klistriga ändar, det vill säga ena delen skjuter ut.